# Team Lotus
Lotus Grand Prix ou Team Lotus foi uma equipe de Fórmula 1 criada por Colin Chapman, que teria revolucionado a categoria por pelo menos duas vezes: uma delas foi com o desenvolvimento do carro-asa, que conquistou o Campeonato Mundial de 1978 com Mario Andretti.
Foi uma equipe da fábrica inglesa de carros Lotus Cars. A equipe, além da Fórmula 1, também participou de muitas competições automotivas incluindo Fórmula 2, Fórmula Ford, Fórmula Júnior, ligas norte-americanas e corridas de carros esportivos. Durante as décadas de 1960 e 1970, a Lotus foi, junto com a Ferrari, a equipe mais tradicional e vitoriosa da categoria. No entanto, sua irreversível decadência nos anos 80 e sua primeira saída da F-1 em 1994, a fez dar lugar ao atual "Big Three" da Fórmula 1, formado por Ferrari, McLaren e Williams.
Durante a metade final de década de 1990 e até o fim da de 2000 dedicou-se à produção de carros esportivos.
Em 15 de setembro de 2009 foi anunciada a volta do nome Lotus às pistas de Fórmula 1, porém, tratava-se de uma nova equipe malaia, que não tinha nenhuma ligação direta com a antiga Lotus além de utilizar o nome. Tony Fernandes, o então proprietário e chefe da nova equipe, a Lotus Racing (posteriormente renomeada para Team Lotus), disse que a ideia era homenagear uma antiga equipe que fez muito pela categoria no passado.
Em 8 de dezembro de 2010, através de um acordo entre a Genii Capital, o Grupo Lotus e a Renault, a então equipe Renault F1 Team que desde o fim do ano de 2009 pertencia a Genii Capital, foi renomeada para Lotus Renault GP Team. O que gerou uma disputa jurídica pelo nome entre as duas equipes (Lotus Racing e Lotus Renault) e diante do impasse, ambas as equipes participaram do campeonato de 2011 com o nome Lotus. Para o campeonato de 2012 apenas uma equipe competiu com o nome Lotus, uma vez que a Team Lotus passou a utilizar o nome Caterham F1 Team. Enquanto a Lotus Renault foi rebatizada para Lotus F1 Team.

## História
Colin Chapman fundou a Lotus Engineering Ltd em 1952, em Hornsey, ao norte de Londres. A Lotus conquistou rapidamente o sucesso com os carros Mk 6 e Mk 8 em 1953 e 54 respectivamente. A Team Lotus separou-se da Lotus Engineering em 1954. Um novo regulamento foi anunciado para a Fórmula 2 em 1957 e na Grã-Bretanha vários organizadores correram para definir os carros com novos regulamentos no decurso de 1956. A maior parte dos carros inscritos naquele ano foram carros desportivos, liderados pelos Team Lotus, dirigidos por Cliff Allison e Reg Bricknell.

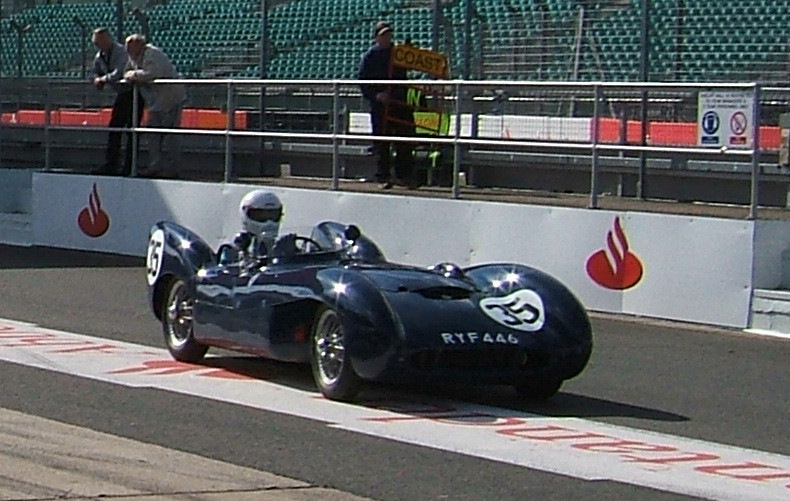
Um Lotus MkIX de 1955

No ano seguinte, o Lotus 12 apareceu. Primeiro piloto em 1958, Allison ganhou o campeonato no Circuito de Silverstone, derrotando o Cooper de Stuart Lewis-Evans. Os motores Coventry Climax foram utilizados no Type 14, uma versão do original Lotus Elite.
Em 1952 os motores Coventry Climax foram ampliados para 2.2 litros. Em 1958, Chapman decidiu ingressar na Fórmula 1 com um par de Lotus 12, no Grande Prêmio de Mônaco com Graham Hill e Cliff Allison como pilotos. Ainda no mesmo ano os carros foram substituídos pelos Lotus 16.
Em 1959 os motores Coventry Climax foram ampliados para 2.5 litros e Chapman continuou a mantê-los na dianteira dos carros, conseguindo poucos resultados. Então, em 1960, Chapman trocou para o motor central nos Lotus 18. O sucesso da empresa foi tão grande, que foi necessário expandir, mudando para novas instalações em Cheshunt.

### Domínio nas décadas de 1960 e 1970
A primeira vitória da equipe na Fórmula 1 foi no Grande Prêmio dos Estados Unidos de 1961, com o piloto Innes Ireland. Um ano antes, Stirling Moss ganhou pela primeira vez com um carro da Lotus no Grande Prêmio de Mônaco, pilotando uma Lotus 18 inscrito pela equipe independente Rob Walker Racing Team.
O ramo dos carros de passeio estava indo bem com o Lotus 7 e o Lotus Elite, que foi seguido pelo Lotus Elan em 1962, ano em que a empresa mudou as suas instalações para Hethel, no Norfolk. Com mais corridas bem-sucedidas com o 26R, a versão de competição do Elan, e em 1963 com o Lotus Cortina, que Jack Sears pilotava quando venceu o Campeonato Britânico de Carros de Turismo, um feito repetido por Jim Clark em 1964.

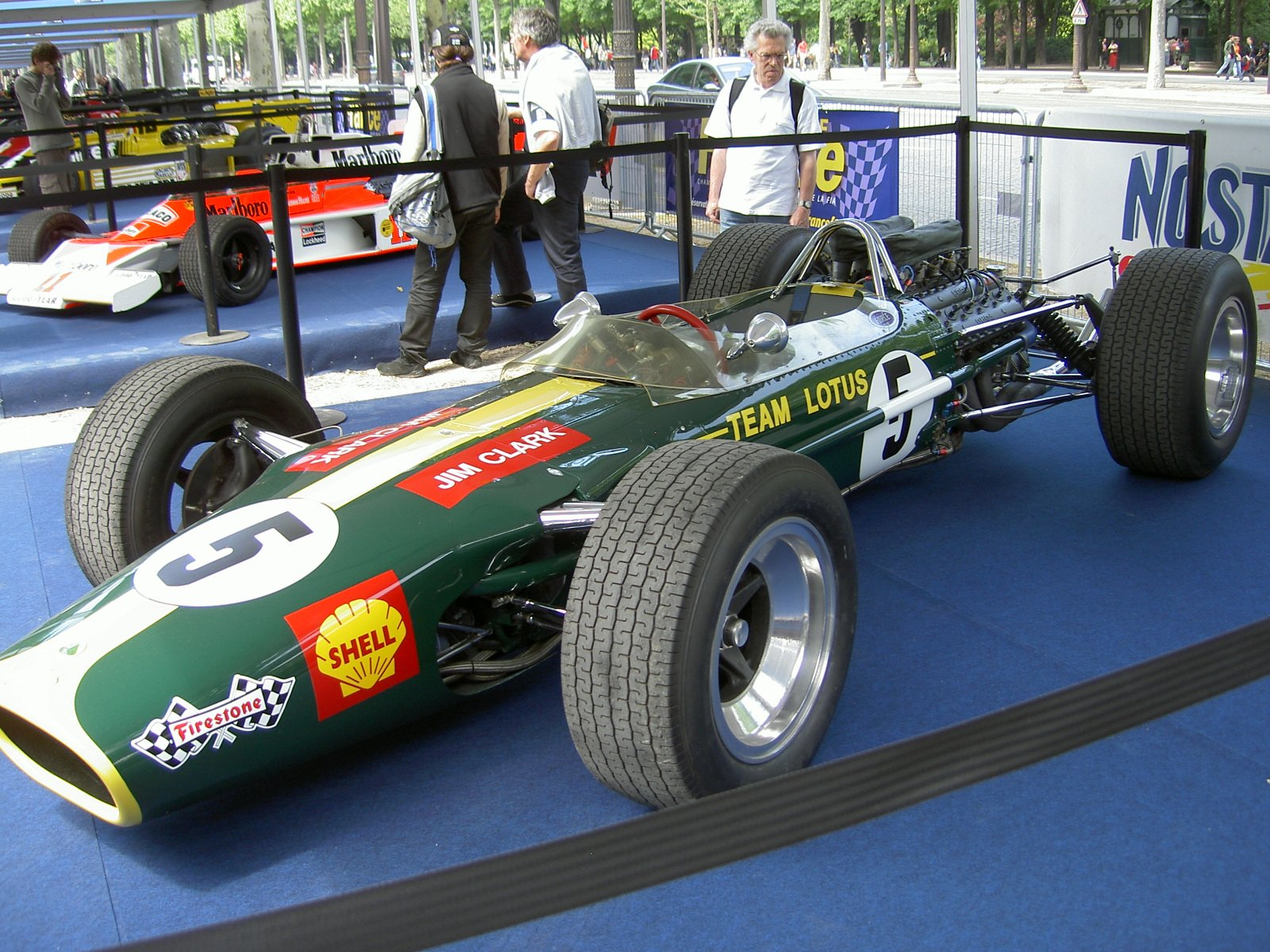
Lotus 49.

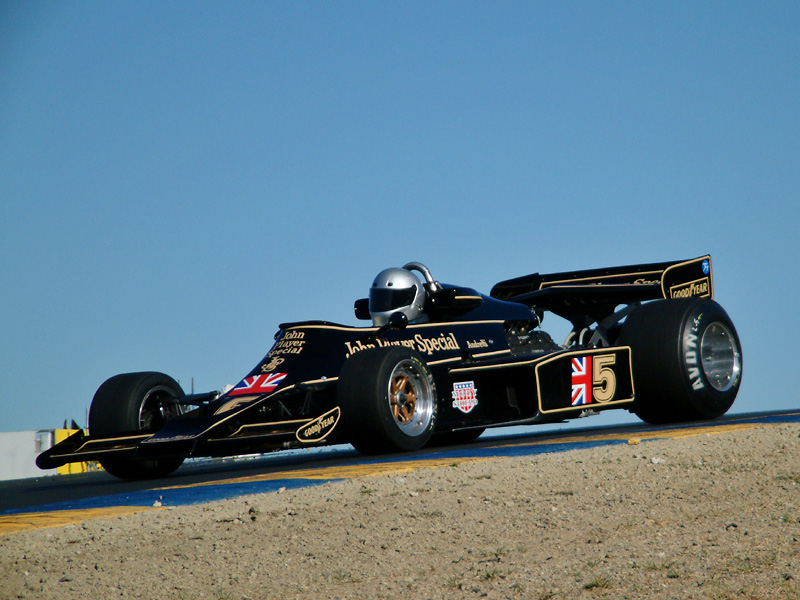
Lotus 77

Em 1963, Clark pilotou o Lotus 25 para memoráveis sete vitórias numa única temporada, e vencendo o Campeonato Mundial. O título de 1964 ainda poderia ter sido conquistado na última corrida, no México, mas problemas com os Lotus de Clark e Hill (este com motores BRM) deu o título para a Ferrari de Surtees. Apesar disso, em 1965 Jim Clark dominou mais uma vez, levando seu Lotus 33 a 6 vitórias, e ao consequente campeonato.
Quando o tamanho do motor de Formula 1 foi aumentado para 3 litros, em 1966, a Lotus inexplicavelmente não estava preparada. Começaram a temporada com um fraco motor Coventry-Climax de 2 litros, trocado pelo BMR H16 a tempo para o Grande Prêmio da Italia, mas o novo motor era muito pesado e sem confiabilidade. uma nova troca foi realizada, agora pelo novo Ford Cosworth DFV, desenvolvido pelo ex funcionário da Lotus Keith Duckworth, e em 1967 o time volta a sua tradicional e vitoriosa carreira.
Mesmo com o fracasso em conquistar o título em 1967, no fim da temporada o Lotus 49 e o motor DFV estavam maduros o suficiente para fazer da Lotus o time dominante de novo. Entretanto, a escuderia tinha perdido o direito de exclusividade sobre o DFV para a temporada de 1968. O Grand Prix da África do Sul, o primeiro da temporada, confirmou a superioridade da Lotus, com uma dobradinha de Jim Clark e Graham Hill, respectivamente em primeiro e segundo. Essa seria a última vitória de Clark.
Em 7 de abril de 1968, Jim Clark, um dos pilotos mais populares e mais vitoriosos de todos os tempos, faleceu pilotando um Lotus 48 num evento extra oficial da Formula 2 em Hockenheim. Sua morte prematura causou grande comoção na F-1. Foi na mesma temporada de 1968 que se popularizou o uso das asas, vistas anteriormente em diversos carros, incluindo os carros esporte da Chaparral. Em Mônaco, Chapman apresentou modestas asas no bico dianteiro e aerofólio no Lotus 49B. Hill conquistou o Campeonato Mundial de Fórmula 1 a bordo do Lotus 49.
Por essa época, Colin Chapman deu sangue novo a Hethel, no Norfolk. Uma nova fábrica foi construída, e as velhas pistas e base da RAF Hethel foram transformadas num novo centro de testes. Os escritórios e estúdios de desenho foram baseados na próxima Ketterringham Hall, que se tornou o quartel-general tanto do Team Lotus como da Lotus Cars. Testes adicionais eram feitos no Snetterton, a alguns quilômetros de Hethel.

### Morte de Chapman, recuperação e Era Senna
Com o inesperado falecimento de Chapman, vitimado por um ataque cardíaco em dezembro de 1982 (houve suspeitas de que ele teria forjado a morte, para escapar de uma possível prisão em decorrência de uma fraude financeira, após um acordo feito com o norte-americano John DeLorean), a Lotus começou a viver uma fase decadente em sua história, marcando apenas 9 pontos em 1983. Reergueu-se em 1984, conquistando um terceiro lugar no Campeonato de Construtores. Durante 3 temporadas, teve o brasileiro Ayrton Senna, egresso da Toleman, como seu principal piloto, e seria com ele que a Lotus conquistaria os últimos resultados de destaque na Fórmula 1, entre 1985 e 1987.

### Passagem de Piquet e nova decadência
Em 1988, com a saída de Senna para a McLaren, a equipe contrata o tricampeão Nelson Piquet e segue com os motores da Honda, e com os três pódios obtidos por Piquet na temporada, fica em quarto lugar entre as equipes. A partir de 1989, mesmo com a permanência do brasileiro e do japonês Satoru Nakajima, a Lotus, agora equipada com os propulsores da Judd, os resultados deixam a desejar, e o ponto mais baixo veio no GP da Bélgica, quando Piquet e Nakajima ficam de fora da prova, naquela que foi a primeira não-classificação da equipe com os 2 carros na história. O único destaque positivo foi a volta mais rápida no chuvoso GP da Austrália, obtida pelo japonês.
A partir daí, a Lotus viveu sua pior fase desde a estreia, e para reverter a situação contrata o veterano inglês Derek Warwick, que quase assinara com a equipe em 1986, porém teve sua contratação barrada por Ayrton Senna, sob a alegação de que 2 pilotos de talento comprovado não teriam condições iguais de brigar por vitórias. No final do campeonato, 2 graves acidentes abalam a Lotus - o primeiro, com Warwick, foi no GP da Itália; já o segundo, mais grave, foi na Espanha, com o norte-irlandês Martin Donnelly, que não voltaria a correr na categoria. Para seu lugar, foi contratado Johnny Herbert, que permaneceria até 1994 na equipe. O finlandês Mika Häkkinen, que viria a ser bicampeão de F-1 no final da década, fez sua estreia na categoria pela Lotus, em 1991.
Em 1992, com Häkkinen e Herbert como pilotos, a equipe obteve seu último Top-5 no Campeonato de Construtores, ao ficar em 5º lugar, com 13 pontos ganhos. Com a saída do finlandês para a McLaren no ano seguinte, o italiano Alessandro Zanardi é contratado para seu lugar, mas um violento acidente em Spa-Francorchamps força a equipe a substituí-lo pelo português Pedro Lamy. Porém, seria com Herbert que a Lotus pontuaria pela última vez ao chegar em quinto no mesmo GP belga.

### Única temporada sem pontuar
A última temporada foi, também, a pior da história da escuderia e a única em que não conseguiu nenhum ponto. Herbert e Lamy iniciam a temporada, porém a Lotus é novamente afetada por um sério acidente, desta vez envolvendo o piloto português, durante um teste em Silverstone. Ironicamente, sua vaga foi herdada por Zanardi. Além do italiano, pilotaram o carro #11 o belga Philippe Adams (2 corridas), o francês Éric Bernard (1 corrida) e o finlandês Mika Salo, que faria sua estreia na Fórmula 1 no GP do Japão.
Houve ainda uma tentativa de inscrever a Lotus para a temporada de 1995, tendo Zanardi e Salo como pilotos. Porém, o staff foi demitido e a equipe uniu-se à Pacific Racing, visando melhorar a situação financeira de ambas. A parceria durou até o GP da Austrália, quando a Pacific deixou a F-1.

### Retorno a Fórmula 1
Após o colapso de 1994, os direitos sobre o nome Team Lotus foram adquiridos por David Hunt, irmão do ex-piloto e campeão mundial James Hunt. Em 2009, quando a FIA anunciou a intenção de limitar o orçamento para a entrada de novas equipes, a Litespeed adquiriu o direito de submeter uma inscrição com o nome histórico. A Lotus Cars, companhia irmã da original Team Lotus distanciou-se desta iniciativa e anunciou a sua intenção de avançar com uma ação para proteger o nome e reputação da equipe se fosse necessário. Quando a lista de incritos de 2010 foi conhecida a 12 de junho de 2009, a Litespeed Team Lotus não foi uma das selecionadas. Em setembro de 2009, o governo da Malásia apoiou a inscrição da Lotus para o campeonato de 2010 com a intenção de promover a construtora malaia Proton, que é dona da Lotus Cars.
Em 15 de setembro de 2009, a FIA anunciou o ingresso da Lotus Racing no campeonato na época de 2010. O motor proposto foi o Cosworth e a equipe técnica e de projetos dirigida por Mike Gascoyne (que já havia trabalhado na McLaren, Tyrrell, Sauber, Jordan, Renault e Toyota).

### Lotus Renault
Em 8 de dezembro de 2010, através de um acordo entre a Genii Capital, o Grupo Lotus e a Renault, a então equipe Renault F1 Team que desde o fim do ano de 2009 era de propriedade da Genii Capital, um grupo de capital de risco com sede em Luxemburgo, foi renomeada para Lotus Renault GP Team. O que iniciou uma disputa jurídica pelo nome entre as duas equipes (Lotus Racing e Lotus Renault) e diante do impasse, ambas as equipes competiram a temporada de 2011 susando o nome Lotus.
A partir do campeonato de 2012 apenas uma equipe usou o nome Lotus, uma vez que a Team Lotus passou a utilizar o nome de Caterham. Com a Lotus Renault sendo renomeada para Lotus F1 Team.

## Campeões Mundiais
| Campeonatos | Pilotos            | Temporadas |
| ----------- | ------------------ | ---------- |
| 2           | Jim Clark          | 1963, 1965 |
| 1           | Graham Hill        | 1968       |
| 1           | Jochen Rindt       | 1970       |
| 1           | Emerson Fittipaldi | 1972       |
| 1           | Mario Andretti     | 1978       |

## Pilotos
A equipe que teve entre outros pilotos, nomes como Jim Clark, Graham Hill, Emerson Fittipaldi, Jochen Rindt, Mario Andretti, Ayrton Senna, Nelson Piquet, Ronnie Peterson, Nigel Mansell e Mika Häkkinen.
Na Fórmula 1 contabiliza 7 títulos mundiais entre 1958, seu ano de estreia, e 1994, quando deixou a categoria pela primeira vez.
| Ano  | Nome                                                     | Carro        | Pneus | Motor                         | Óleo            | Pilotos                                                                                  | Pilotos de testes | Classificação Pontos        |
| ---- | -------------------------------------------------------- | ------------ | ----- | ----------------------------- | --------------- | ---------------------------------------------------------------------------------------- | ----------------- | --------------------------- |
| 1994 | Team Lotus                                               | 107C 109     | G     | Mugen-Honda                   | Mobil 1         | Pedro Lamy Johnny Herbert Philippe Adams Éric Bernard Alessandro Zanardi                 |                   | NC (12º lugar) nenhum ponto |
| 1993 | Team Lotus                                               | 107          | G     | Ford-Cosworth                 | Castrol         | Alessandro Zanardi Johnny Herbert Pedro Lamy                                             |                   | 6º lugar 12 pontos          |
| 1992 | Team Lotus                                               | 102D ´107    | G     | Ford-Cosworth                 | Castrol         | Mika Häkkinen Johnny Herbert                                                             | Olivier Beretta   | 5º lugar 13 pontos          |
| 1991 | Team Lotus                                               | 102B         | G     | Judd                          | BP              | Mika Häkkinen Julian Bailey Johnny Herbert Michael Bartels                               | Johnny Herbert    | 10º lugar 3 pontos          |
| 1990 | Camel Team Lotus                                         | 102          | G     | Lamborghini                   | BP              | Derek Warwick Martin Donnelly Johnny Herbert                                             |                   | 8º lugar 3 pontos           |
| 1989 | Camel Team Lotus                                         | 101          | G     | Judd                          | Elf             | Nelson Piquet Satoru Nakajima                                                            | Martin Donnelly   | 6º lugar 15 pontos          |
| 1988 | Camel Team Lotus Honda                                   | 100T         | G     | Honda                         | Elf             | Nelson Piquet Satoru Nakajima                                                            | Martin Donnelly   | 4º lugar 23 pontos          |
| 1987 | Camel Team Lotus Honda                                   | 99T          | G     | Honda                         | Elf             | Satoru Nakajima Ayrton Senna                                                             |                   | 3º lugar 64 pontos          |
| 1986 | John Player Special Team Lotus                           | 98T          | G     | Renault                       | Elf             | Johnny Dumfries Ayrton Senna                                                             | Derek Warwick     | 3º lugar 58 pontos          |
| 1985 | John Player Special Team Lotus                           | 97T          | G     | Renault                       | Elf             | Elio de Angelis Ayrton Senna                                                             |                   | 4º lugar 71 pontos          |
| 1984 | John Player Team Lotus                                   | 95T          | G     | Renault                       | Elf             | Elio de Angelis Nigel Mansell                                                            |                   | 3º lugar 47 pontos          |
| 1983 | John Player Team Lotus                                   | 92 93T 94T   | P     | Ford-Cosworth Renault         | Elf             | Elio de Angelis Nigel Mansell                                                            |                   | 8º lugar 11 pontos          |
| 1982 | John Player Team Lotus                                   | 87B 91       | G     | Ford-Cosworth                 | Essex Valvoline | Elio de Angelis Nigel Mansell Roberto Moreno Geoff Lees                                  |                   | 5º lugar 30 pontos          |
| 1981 | Team Essex Lotus John Player Team Lotus                  | 81 87 88 88B | M G   | Ford-Cosworth                 | Essex           | Elio de Angelis Nigel Mansell                                                            |                   | 7º lugar 22 pontos          |
| 1980 | Team Essex Lotus                                         | 81 81B       | G     | Ford-Cosworth                 | Essex           | Mario Andretti Elio de Angelis Nigel Mansell                                             |                   | 5º lugar 14 pontos          |
| 1979 | Martini Racing Team Lotus                                | 79 80        | G     | Ford-Cosworth                 | Essex           | Mario Andretti Carlos Reutemann                                                          |                   | 4º lugar 39 pontos          |
| 1978 | John Player Team Lotus                                   | 78 79        | G     | Ford-Cosworth                 | Valvoline       | Mario Andretti Ronnie Peterson Jean-Pierre Jarier                                        |                   | Campeã 86 pontos            |
| 1977 | John Player Team Lotus                                   | 78           | G     | Ford-Cosworth                 | Valvoline       | Mario Andretti Gunnar Nilsson                                                            |                   | 2º lugar 62 pontos          |
| 1976 | John Player Team Lotus                                   | 77           | G     | Ford-Cosworth                 |                 | Ronnie Peterson Mario Andretti Bob Evans Gunnar Nilsson                                  |                   | 4º lugar 29 pontos          |
| 1975 | John Player Team Lotus                                   | 72E 72F      | G     | Ford-Cosworth                 |                 | Ronnie Peterson Jacky Ickx Jim Crawford Brian Henton John Watson                         |                   | 7º lugar 9 pontos           |
| 1974 | John Player Team Lotus                                   | 72E 76       | G     | Ford-Cosworth                 | Duckhams        | Ronnie Peterson Jacky Ickx                                                               |                   | 4º lugar 42 pontos          |
| 1973 | John Player Team Lotus                                   | 72D 72E      | G     | Ford-Cosworth                 | Texaco          | Emerson Fittipaldi Ronnie Peterson                                                       |                   | Campeã 92 pontos            |
| 1972 | John Player Team Lotus World Wide Racing                 | 72D          | F     | Ford-Cosworth                 | Texaco          | Emerson Fittipaldi David Walker Reine Wisell                                             |                   | Campeã 61 pontos            |
| 1971 | Gold Leaf Team Lotus World Wide Racing                   | 72C 72D 56B  | F     | Ford-Cosworth Pratt & Whitney | Texaco          | Emerson Fittipaldi Reine Wisell Dave Charlton David Walker                               |                   | 5º lugar 21 pontos          |
| 1970 | Gold Leaf Team Lotus Garvey Team Lotus World Wide Racing | 49C 72B 72C  | F     | Ford-Cosworth                 |                 | Jochen Rindt John Miles Alex Soler-Roig Emerson Fittipaldi Reine Wisell                  |                   | Campeã 59 pontos            |
| 1969 | Gold Leaf Team Lotus                                     | 49B 63       | F     | Ford-Cosworth                 |                 | Graham Hill Jochen Rindt Mario Andretti Richard Attwood John Miles                       |                   | 3º lugar 47 pontos          |
| 1968 | Team Lotus Gold Leaf Team Lotus                          | 49 49B       | F     | Ford-Cosworth                 |                 | Jim Clark Graham Hill Jackie Oliver Mario Andretti Bill Brack Moisés Solana              |                   | Campeã 62 pontos            |
| 1967 | Team Lotus                                               | 33 43 48 49  | F     | BRM Climax Ford-Cosworth      |                 | Graham Hill Jim Clark Eppie Wietzes Giancarlo Baghetti Moisés Solana                     |                   | 2º lugar 50 pontos          |
| 1966 | Team Lotus                                               | 33 43 44     | F D   | Climax BRM Ford-Cosworth      |                 | Jim Clark Peter Arundell Pedro Rodríguez Gerhard Mitter Geki                             |                   | 5º lugar 21 pontos          |
| 1965 | Team Lotus                                               | 25 33        | D     | Climax                        |                 | Jim Clark Mike Spence Gerhard Mitter Geki Moisés Solana                                  |                   | Campeã 54 pontos            |
| 1964 | Team Lotus                                               | 25 33        | D     | Climax                        |                 | Peter Arundell Jim Clark Mike Spence Gerhard Mitter Walt Hansgen Moisés Solana           |                   | 3º lugar 37 pontos          |
| 1963 | Team Lotus                                               | 25           | D     | Climax                        |                 | Jim Clark Trevor Taylor Peter Arundell Mike Spence Pedro Rodríguez                       |                   | Campeã 54 pontos            |
| 1962 | Team Lotus                                               | 25 24        | D     | Climax                        |                 | Jim Clark Trevor Taylor                                                                  |                   | 2º lugar 36 pontos          |
| 1961 | Team Lotus                                               | 18 21        | D     | Climax                        |                 | Jim Clark Innes Ireland Trevor Taylor Willy Mairesse                                     |                   | 2º lugar 32 pontos          |
| 1960 | Team Lotus                                               | 18 16        | D     | Climax                        |                 | Innes Ireland Alan Stacey Alberto Rodriguez Larreta John Surtees Jim Clark Ron Flockhart |                   | 2º lugar 34 pontos          |
| 1959 | Team Lotus                                               | 16           | D     | Climax                        |                 | Graham Hill Pete Lovely Innes Ireland Alan Stacey                                        |                   | 4º lugar 5 pontos           |
| 1958 | Team Lotus                                               | 12 16        | D     | Climax                        |                 | Cliff Allison Graham Hill Alan Stacey                                                    |                   | 6º lugar 3 pontos           |

## Vitórias por pilotos
Jim Clark: 25
Mario Andretti: 11
Emerson: 9
Ronnie Peterson: 9
Jochen Rindt: 6
Senna: 6
Graham Hill: 4
Moss: 4
Elio de Angelis: 2
Gunnar Nilsson: 1
Jo Siffert: 1
Innes Ireland: 1

## Motores usados pela Lotus
- Climax L4 (1958 a 1961)
- Climax V8 (1962 a 1966)
- BRM H 16 (1966)
- BRM V8 (1966 a 1967)
- Cosworth (1967 a 1983)
- Renault V6 (1983 a 1986)
- Honda V6 (1987 e 1988)
- Judd V8 (1989 e 1991)
- Lamborghini V12 (1990)
- Ford V8 (1992 e 1993)
- Mugen-Honda V10 (1994)

## Galeria de imagens

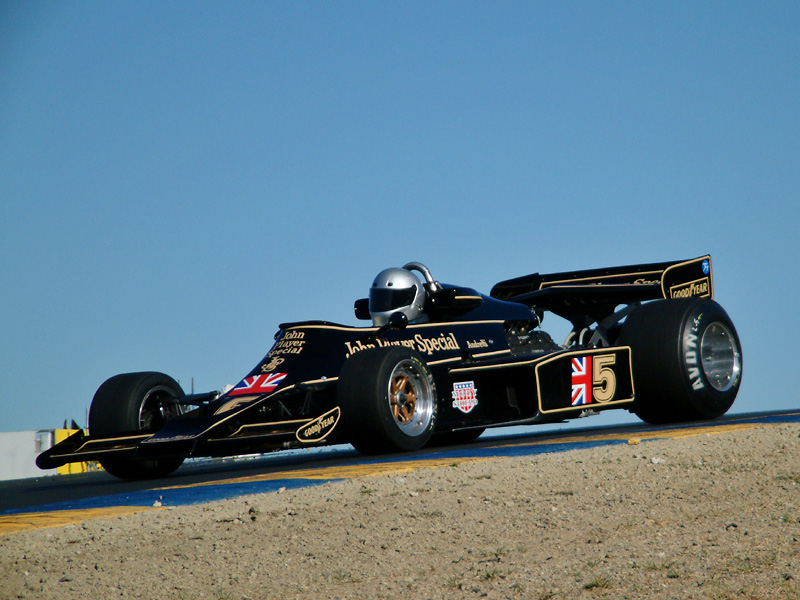
Lotus 77, carro utilizado na temporada de 1976.
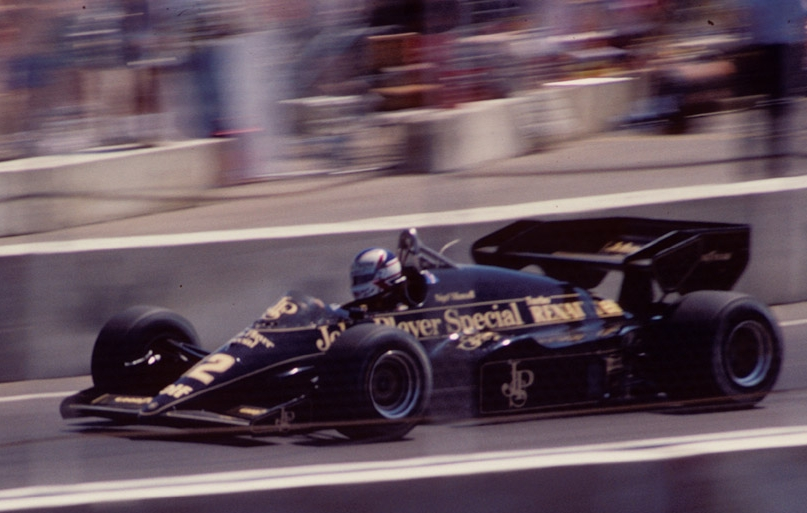
Nigel Mansell em sua Lotus 95T durante o Grande Prêmio de Dallas de 1984, onde terminou em 6º lugar.
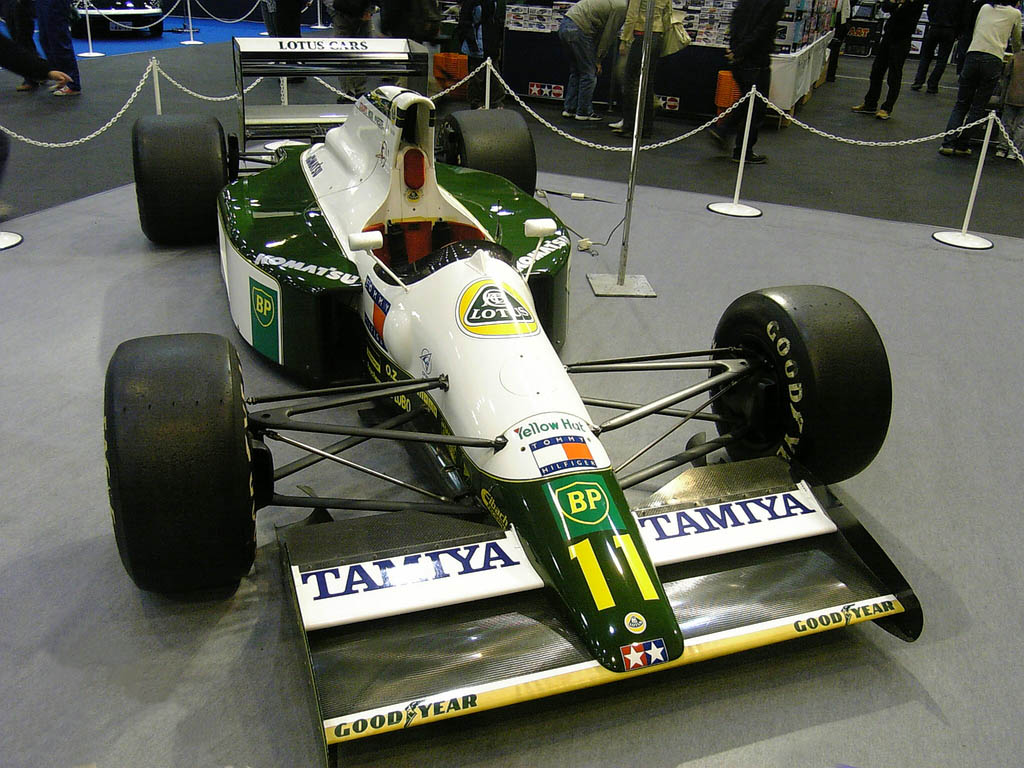
Lotus 102B usado na temporada de 1991.